# Maria, Regină a Iugoslaviei
Regina Maria a Iugoslaviei (născută Marie de Hohenzollern-Sigmaringen; n. 6 ianuarie 1900, Gotha, Saxa-Coburg și Gotha – d. 22 iunie 1961, Londra, Anglia, Regatul Unit) cunoscută și ca Regina Marija a fost soția regelui Alexandru I al Iugoslaviei. S-a născut în familia regală a României, dobândind prin naștere titlurile de principesă a României și principesă de Hohenzollern-Sigmaringen. Mama sa era Maria de Edinburgh, fiică a prințului Alfred, Duce de Saxa-Coburg și Gotha, fiul Reginei Victoria, iar tatăl Mariei era principele moștenitor Ferdinand al României. În familie era numită Mignon, spre a fi deosebită de mama sa.

## Copilăria
S-a născut la Castelul Friedenstein, iar, întâmplător, în perioada nașterii Mărioarei, la opera din Gotha se prezenta creația compozitorului francez Ambroise Thomas, "Mignon", o operă comică în trei acte bazată pe o povestire a lui Goethe. Reginei Maria, pe atunci principesă de coroană, care avea un deosebit simț artistic îi plăcuse compoziția lui Thomas și va asocia întotdeauna nașterea celui de-al treilea copil cu titlul operei audiate la Gotha în aceeași perioadă. De aici diminutivul de alin al prințesei Mărioara, care se potrivea perfect cu imaginea acelei fetițe frumoase, blonde și bucălate, cu ochi albaștri.
Copilăria Mărioarei, asemenea celorlalți copii ai familiei regale, se va desfășura când între zidurile vechii ctitorii a lui Șerban Cantacuzino, Cotroceniul, reabilitat de Regele Carol I și dăruit perechii moștenitoare Ferdinand și Maria, când în idilicul peisaj de la Castelul Pelișor. Dintre frații ei, se va simți cea mai atașată de Nicolae, cel mai apropiat de vârsta ei. Educația primită de Mărioara, aidoma cu cea a celorlalți copii ai familiei regale,a fost asigurată la cel mai înalt nivel: părintele Mazarie la religie, Vasile Păun la limba română, domnișoara Păun la limba franceză și Nicolae Iorga la istorie. De desăvârșirea culturală muzicală s-a ocupat marele George Enescu.
Mignon a fost crescută la Curtea regală română, dar după moda engleză, având bonă și guvernante din Marea Britanie. Încă din copilărie era nepretențioasă, iar frații sau surorile sale erau adesea auziți spunând despre ea:  "este suficient de bun pentru Mignon" sau "iată pe mica noastră Cenușăreasă".
Principesa Mărioara a trăit cea mai cruntă dramă care a lovit familia regală alături de mama sa, Regina Maria: moartea micului prinț Mircea. Pe fondul intrării României în Primul Război Mondial, și al primelor înfrângeri, decesul celui mai mic dintre copiii regali, din toamna anului 1916, a afectat-o foarte mult pe Regina Maria. De asemenea, tragedia Reginei Familiei Regale se va contopi cu cea mai mare tragedie din prima perioadă a războiului de întregire: pierderea a 2/3 din țară, refugiul familiei regale la Iași, precum și cel al Parlamentului și Guvernului, molimele, înfrângerile militare, disperarea și haosul ce cuprinsese țara.
Alături de Regina Maria, mereu lângă aceasta se găsea Mărioara în uniforma ei albă de soră de caritate sau soră medicală.
După război, în 1919 a studiat pentru un an la școala de fete Heathfield din Ascot, acolo unde mai târziu avea să învețe și Principesa Ileana. În Marea Britanie a resimțit efectele educației neglijate în perioada războiului, când țara era aproape în totalitate ocupată de inamic, iar familia și guvernul plecaseră în partea de nord-est a țării rămasă neocupată. Într-o evaluare școlară din vara lui 1919 la Heathfield, profesorii au întocmit scurte caracterizări, Principesa Maria fiind interesată în mod special de studiul istoriei, muzicii, desenului sau al limbii franceze.

## Căsătoria
Pe Alexandru al Serbiei, Regina Maria a României îl cunoscuse la Paris atunci când se dusese să pledeze cauza României, iar Alexandru promova la rândul lui cauza Serbiei. Seriozitatea și pasiunea cu care Alexandru își susținea țara au făcut asupra Reginei Maria o puternică impresie, în gândurile ei încolțind încă de atunci ideea unei căsătorii a fiicei sale mijlocii cu prințul sârb, deși nu făcea parte dintr-o dinastie cu renume. După război, Casa Regală a României a încheiat câteva alianțe matrimoniale, în 1921 cu Grecia, iar în 1922 cu Regatul Sârbilor, Croaților și Slovenilor. Astfel, în ziua de Crăciun a anului 1921, la Castelul Peleș, se oficiază în mod solemn logodna dintre Alexandru, noul rege al Iugoslaviei, și principesa Mărioara. Ceremonia religioasă a logodnei a avut loc pe 20 februarie 1922, la ora 17, la Palatul Cotroceni, iar pe 21 februarie seara s-a organizat dineul de gală.
S-a căsătorit cu regele Alexandru I al Iugoslaviei pe 8 iunie 1922. Cu ocazia acestei nunți a avut loc la Belgrad primul meci din istoria echipei naționale de fotbal a României. Partida Iugoslavia-România s-a terminat cu scorul 1-2.
Maria și Alexandru au avut 3 băieți:
- Prințul Petru (1923 – 1970)
- Prințul Tomislav (1928 – 2000)
- Prințul Andrei (1929 – 1990)

A devenit regina mamă a Iugoslaviei, după asasinarea regelui Alexandru I al Iugoslaviei la Marsilia în 1934. Cel mai mare fiu al ei a devenit rege sub numele de Petru al II-lea al Iugoslaviei, ultimul suveran iugoslav.
Maria a murit în exil la Londra, pe 22 iunie 1961 și a fost înmormântată la "Royal Burial Ground", Londra. În 2013 a fost reînhumată la Mausoleul Regal Oplenac de lângă Belgrad.

## Regină a Iugoslaviei
La scurt timp după sosirea în Serbia, Mignon a început să învețe limba sârbă și să ia lecții de istorie, chestiuni importante pentru noua identitate națională. Acest fapt arăta dorința de a se integra și a înțelege mai bine problemele țării sale adoptive. Era regină într-o țară cu turbulențe politice, iar noile îndatoriri publice o speriau, Mignon confesându-se: „sunt momente când aproape îmi este teamă de tot ce trebuie să fac și mă întreb dacă sunt suficient de puternică pentru munca care o am de îndeplinit”. Dar au fost și momente mai relaxante, când de ziua ei pe 8 ianuarie 1924, Regele Alexandru a organizat un mare bal la Palat unde au fost peste 900 de persoane invitate.

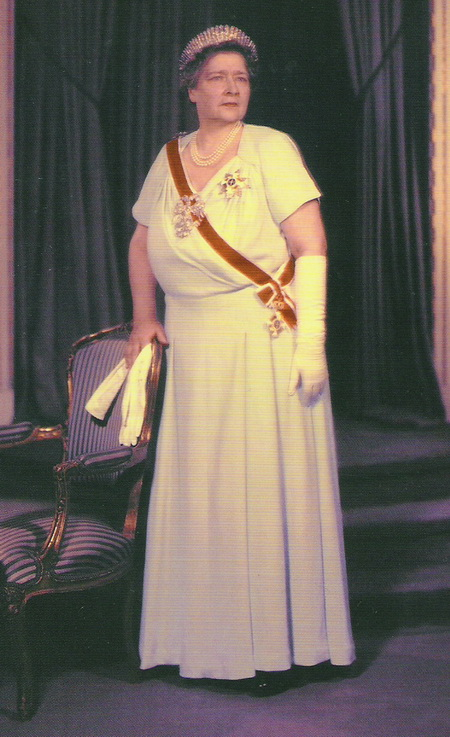
Prințesa României, devenită Regină a Iugoslaviei, în ultimii ani de viață. circa 1960

Chiar dacă nu se implica în politică, așa cum o făcea mama ei, Regina României, totuși nu rămânea indiferentă la evenimentele politice interne sau externe. Mignon în consemnările sale vorbea despre conferința Micii Antante din 1924 pe care o considera un succes. A fost o susținătoare a acestei alianțe politice defensive ea participând și mai târziu la deschiderea unei expoziții a femeilor din statele Micii Antante. În 1929 Regele Alexandru alege formula autoritară de conducere a Regatului, dând o nouă constituție și o nouă denumire statului Iugoslavia. Iugoslavia nu era un stat ușor de condus dupa Primul Război Mondial, întrucât în interiorul frontierelor sale se regăseau mai multe popoare. Instabilității politice i se adăuga terorismul politic atât de specific Serbiei antebelice, iar asasinările au condus în iunie 1928 la manifestații violente în Zagreb, ceea ce-l îndeamnă pe Alexandru I să aleagă varianta desființării regimul constituțional, interzicând partidele politice și instaurând o dictatură personală până în 1934 la nefericitul eveniment din Marsilia. În fond nu era nimic anormal în acest fel de a decide o situație de criză, contextul european în care regimurile autoritare precum cel al lui Mussolini, Horthy, Pilsudski, Ataturk, și chiar regele Carol al II-lea al României - care se afla într-o situație similară de instabilitate politică, nelăsând altă variantă. Vizitele din toamna lui 1933, unde Alexandru fusese însoțit de Mignon, în România, Bulgaria, Turcia, Grecia, apoi constituirea Antantei Balcanice în 1934 reprezentaseră pentru Alexandru și Mignon un turneu diplomatic, care era menit să asigure Iugoslaviei alianțe defensive regionale și stabilitate.
În octombrie 1934 au fost invitați într-o vizită de stat în Franța.
Au părăsit Belgradul la începutul lui octombrie, Alexandru luând vaporul de la Zelenika, făcând o oprire în Marsilia. Din cauza condițiilor de furtună de pe Marea Adriatică și din cauza bolii sale de rinichi, Mignon a renunțat la călătoria cu vaporul preferând să meargă cu trenul până la Paris urmând să se întâlnească acolo cu soțul ei. În Marsilia, Regele Alexandru a fost asasinat de un reprezentant al unei organizații croate care dorea dezmembrarea Iugoslaviei și crearea unei Croații independente.

## Regină-mamă a Iugoslaviei
Mignon scapă ca prin minune de același sfârșit tragic, iar în capitala Franței o va întâlni pe mama sa, Regina Maria a României, care a fost prima care a aflat vestea dispariției ginerelui său, venită de la Londra unde își lansa volumele de memorii. Tot Regina Maria este cea care îi va spune micului Petru, în vârstă de doar 11 ani, primul fiu al cuplului iugoslav, care urma școala la Sandroyd, în Anglia, că tatăl lui a murit și că el este noul rege al Iugoslaviei. Principesa Ileana, sora mai mică a lui Mignon își amintea: „Draga noastră Mignon a arătat un incredibil curaj și atâta putere... dar greul abia începe, va trebui să învețe să trăiască singură, fără sfatul și prezența lui”. Petru devenise rege, iar conducerea până la majorat aparținea Regenței, Principele Regent Paul deținând un rol important. Ca regină-mamă Mignon stabilise un principiu important pentru stabilitatea țării și siguranța politică a dinastiei: „Am stabilit o regulă, nu părăseam țara atunci când Paul nu era acolo, iar Paul nu pleca dacă nu eram prezentă”. Exista în continuare teama de un asasinat și protecția Regelui minor era importantă.
Funeraliile organizate de sârbi defunctului lor rege au fost într-adevăr impresionante, fiind înmormântat în mausoleumul de la Oplenac. Stupefacția a venit după ceremoniile mortuare, în momentul deschiderii testamentului lui Alexandru I când s-a văzut că fostul monarh încredințase regența nu Mărioarei, soția sa, ci vărului său Paul, fiul lui Arsenjie, fratele tatălui său Petru I. Despre acest moment Guy Gauthier scria "Poate părea surprinzător că Alexandru o exclusese de la regență pe femeia pe care o adora. S-a discutat mult pe această temă, ajungându-se de multe ori la concluzia că decizia defunctului rege avea drept scop să o îndepărteze de la politica iugoslavă pe, acum,  regina-mamă Maria a României ale cărei charismă și personalitate i-ar fi putut influența fiica.

## Arbore genealogic
|  |                                                   |  |  |  |  |  |  |  |  |  |  |  |  |  |  |  |
|  | 16. Karl, Prinț de Hohenzollern-Sigmaringen       |  |  |  |  |  |  |  |  |  |  |  |  |  |  |  |
|  |                                                   |  |  |  |  |  |  |  |  |  |  |  |  |  |  |  |
|  |                                                   |  |  |  |  |  |  |  |  |  |  |  |  |  |  |  |
|  | 8. Prințul Karl Anton de Hohenzollern-Sigmaringen |  |  |  |  |  |  |  |  |  |  |  |  |  |  |  |
|  |                                                   |  |  |  |  |  |  |  |  |  |  |  |  |  |  |  |
|  |                                                   |  |  |  |  |  |  |  |  |  |  |  |  |  |  |  |
|  | 17. Marie Antoinette Murat                        |  |  |  |  |  |  |  |  |  |  |  |  |  |  |  |
|  |                                                   |  |  |  |  |  |  |  |  |  |  |  |  |  |  |  |
|  |                                                   |  |  |  |  |  |  |  |  |  |  |  |  |  |  |  |
|  | 4. Leopold, Prinț de Hohenzollern                 |  |  |  |  |  |  |  |  |  |  |  |  |  |  |  |
|  |                                                   |  |  |  |  |  |  |  |  |  |  |  |  |  |  |  |
|  |                                                   |  |  |  |  |  |  |  |  |  |  |  |  |  |  |  |
|  | 18. Karl, Mare Duce de Baden                      |  |  |  |  |  |  |  |  |  |  |  |  |  |  |  |
|  |                                                   |  |  |  |  |  |  |  |  |  |  |  |  |  |  |  |
|  |                                                   |  |  |  |  |  |  |  |  |  |  |  |  |  |  |  |
|  | 9. Prințesa Josephine de Baden                    |  |  |  |  |  |  |  |  |  |  |  |  |  |  |  |
|  |                                                   |  |  |  |  |  |  |  |  |  |  |  |  |  |  |  |
|  |                                                   |  |  |  |  |  |  |  |  |  |  |  |  |  |  |  |
|  | 19. Stéphanie de Beauharnais                      |  |  |  |  |  |  |  |  |  |  |  |  |  |  |  |
|  |                                                   |  |  |  |  |  |  |  |  |  |  |  |  |  |  |  |
|  |                                                   |  |  |  |  |  |  |  |  |  |  |  |  |  |  |  |
|  | 2. Ferdinand I al României                        |  |  |  |  |  |  |  |  |  |  |  |  |  |  |  |
|  |                                                   |  |  |  |  |  |  |  |  |  |  |  |  |  |  |  |
|  |                                                   |  |  |  |  |  |  |  |  |  |  |  |  |  |  |  |
|  | 20. Prințul Ferdinand de Saxa-Coburg și Gotha     |  |  |  |  |  |  |  |  |  |  |  |  |  |  |  |
|  |                                                   |  |  |  |  |  |  |  |  |  |  |  |  |  |  |  |
|  |                                                   |  |  |  |  |  |  |  |  |  |  |  |  |  |  |  |
|  | 10. Ferdinand al II-lea al Portugaliei            |  |  |  |  |  |  |  |  |  |  |  |  |  |  |  |
|  |                                                   |  |  |  |  |  |  |  |  |  |  |  |  |  |  |  |
|  |                                                   |  |  |  |  |  |  |  |  |  |  |  |  |  |  |  |
|  | 21. Maria Antonia, Prințesă de Koháry             |  |  |  |  |  |  |  |  |  |  |  |  |  |  |  |
|  |                                                   |  |  |  |  |  |  |  |  |  |  |  |  |  |  |  |
|  |                                                   |  |  |  |  |  |  |  |  |  |  |  |  |  |  |  |
|  | 5. Infanta Antónia a Portugaliei                  |  |  |  |  |  |  |  |  |  |  |  |  |  |  |  |
|  |                                                   |  |  |  |  |  |  |  |  |  |  |  |  |  |  |  |
|  |                                                   |  |  |  |  |  |  |  |  |  |  |  |  |  |  |  |
|  | 22. Pedro I al Braziliei                          |  |  |  |  |  |  |  |  |  |  |  |  |  |  |  |
|  |                                                   |  |  |  |  |  |  |  |  |  |  |  |  |  |  |  |
|  |                                                   |  |  |  |  |  |  |  |  |  |  |  |  |  |  |  |
|  | 11. Maria a II-a a Portugaliei                    |  |  |  |  |  |  |  |  |  |  |  |  |  |  |  |
|  |                                                   |  |  |  |  |  |  |  |  |  |  |  |  |  |  |  |
|  |                                                   |  |  |  |  |  |  |  |  |  |  |  |  |  |  |  |
|  | 23. Maria Leopoldina a Austriei                   |  |  |  |  |  |  |  |  |  |  |  |  |  |  |  |
|  |                                                   |  |  |  |  |  |  |  |  |  |  |  |  |  |  |  |
|  |                                                   |  |  |  |  |  |  |  |  |  |  |  |  |  |  |  |
|  | 1. Maria a Iugoslaviei                            |  |  |  |  |  |  |  |  |  |  |  |  |  |  |  |
|  |                                                   |  |  |  |  |  |  |  |  |  |  |  |  |  |  |  |
|  |                                                   |  |  |  |  |  |  |  |  |  |  |  |  |  |  |  |
|  | 24. Ernest I, Duce de Saxa-Coburg și Gotha        |  |  |  |  |  |  |  |  |  |  |  |  |  |  |  |
|  |                                                   |  |  |  |  |  |  |  |  |  |  |  |  |  |  |  |
|  |                                                   |  |  |  |  |  |  |  |  |  |  |  |  |  |  |  |
|  | 12. Albert, Prinț Consort                         |  |  |  |  |  |  |  |  |  |  |  |  |  |  |  |
|  |                                                   |  |  |  |  |  |  |  |  |  |  |  |  |  |  |  |
|  |                                                   |  |  |  |  |  |  |  |  |  |  |  |  |  |  |  |
|  | 25. Prințesa Louise de Saxa-Gotha-Altenburg       |  |  |  |  |  |  |  |  |  |  |  |  |  |  |  |
|  |                                                   |  |  |  |  |  |  |  |  |  |  |  |  |  |  |  |
|  |                                                   |  |  |  |  |  |  |  |  |  |  |  |  |  |  |  |
|  | 6. Alfred, Duce de Saxa-Coburg și Gotha           |  |  |  |  |  |  |  |  |  |  |  |  |  |  |  |
|  |                                                   |  |  |  |  |  |  |  |  |  |  |  |  |  |  |  |
|  |                                                   |  |  |  |  |  |  |  |  |  |  |  |  |  |  |  |
|  | 26. Prințul Edward, Duce de Kent și Strathearn    |  |  |  |  |  |  |  |  |  |  |  |  |  |  |  |
|  |                                                   |  |  |  |  |  |  |  |  |  |  |  |  |  |  |  |
|  |                                                   |  |  |  |  |  |  |  |  |  |  |  |  |  |  |  |
|  | 13. Victoria a Regatului Unit                     |  |  |  |  |  |  |  |  |  |  |  |  |  |  |  |
|  |                                                   |  |  |  |  |  |  |  |  |  |  |  |  |  |  |  |
|  |                                                   |  |  |  |  |  |  |  |  |  |  |  |  |  |  |  |
|  | 27. Prințesa Victoria de Saxa-Coburg-Saalfeld     |  |  |  |  |  |  |  |  |  |  |  |  |  |  |  |
|  |                                                   |  |  |  |  |  |  |  |  |  |  |  |  |  |  |  |
|  |                                                   |  |  |  |  |  |  |  |  |  |  |  |  |  |  |  |
|  | 3. Regina Maria a României                        |  |  |  |  |  |  |  |  |  |  |  |  |  |  |  |
|  |                                                   |  |  |  |  |  |  |  |  |  |  |  |  |  |  |  |
|  |                                                   |  |  |  |  |  |  |  |  |  |  |  |  |  |  |  |
|  | 28. Nicolae I al Rusiei                           |  |  |  |  |  |  |  |  |  |  |  |  |  |  |  |
|  |                                                   |  |  |  |  |  |  |  |  |  |  |  |  |  |  |  |
|  |                                                   |  |  |  |  |  |  |  |  |  |  |  |  |  |  |  |
|  | 14. Alexandru al II-lea al Rusiei                 |  |  |  |  |  |  |  |  |  |  |  |  |  |  |  |
|  |                                                   |  |  |  |  |  |  |  |  |  |  |  |  |  |  |  |
|  |                                                   |  |  |  |  |  |  |  |  |  |  |  |  |  |  |  |
|  | 29. Charlotte a Prusiei                           |  |  |  |  |  |  |  |  |  |  |  |  |  |  |  |
|  |                                                   |  |  |  |  |  |  |  |  |  |  |  |  |  |  |  |
|  |                                                   |  |  |  |  |  |  |  |  |  |  |  |  |  |  |  |
|  | 7. Marea Ducesă Maria Alexandrovna a Rusiei       |  |  |  |  |  |  |  |  |  |  |  |  |  |  |  |
|  |                                                   |  |  |  |  |  |  |  |  |  |  |  |  |  |  |  |
|  |                                                   |  |  |  |  |  |  |  |  |  |  |  |  |  |  |  |
|  | 30. Louis al II-lea, Mare Duce de Hesse           |  |  |  |  |  |  |  |  |  |  |  |  |  |  |  |
|  |                                                   |  |  |  |  |  |  |  |  |  |  |  |  |  |  |  |
|  |                                                   |  |  |  |  |  |  |  |  |  |  |  |  |  |  |  |
|  | 15. Maria de Hesse                                |  |  |  |  |  |  |  |  |  |  |  |  |  |  |  |
|  |                                                   |  |  |  |  |  |  |  |  |  |  |  |  |  |  |  |
|  |                                                   |  |  |  |  |  |  |  |  |  |  |  |  |  |  |  |
|  | 31. Prințesa Wilhelmine de Baden                  |  |  |  |  |  |  |  |  |  |  |  |  |  |  |  |
|  |                                                   |  |  |  |  |  |  |  |  |  |  |  |  |  |  |  |
|  |                                                   |  |  |  |  |  |  |  |  |  |  |  |  |  |  |  |